# Пластинчато-ребристые теплообменники
Пластинчато-ребристые теплообменники (ПРТ) предназначены для теплообмена между неагрессивными жидкими и газообразными средами в интервале температур от плюс 200 °C до минус 270 °C с интервалом рабочего давления от вакуума до 100 атм.

## Конструкция
В основе конструкции оребренно-пластинчатых теплообменников лежит идея о применении двустороннего оребрения со стороны каждого из теплообменивающихся потоков. Вследствие этого теплообменники имеют прямоугольные и прямолинейные каналы между ребер для прохождения газовых сред.
Теплообменный модуль состоит из следующих основных элементов: ребра, расположенные между пластинами и имеющими хороший тепловой контакт с последними; бруски; разделительные (проставочные) листы; покрывные листы.
Конструкция оребрения отличается большим многообразием: выделят гладкие непрерывные ребра, прерывистые, волнистые, с групповыми жалюзийными просечками, чешуйчатые, перфорированные и др. типы ребер.
Ребра и пластины изготавливают из тонколистовых материалов различными методами, включая различные виды приварки. Толщина ребер и листов зависит от материала и давления сред, между которыми происходит теплообмен.
Оребренные теплообменники выполняют с перекрестнопротивоточными и перекрестнопрямоточными схемами движения сред.
По массогабаритным и эксплуатационным показателям ПРТ относятся к числу наиболее эффективных типов теплообменных аппаратов.
Различные варианты сборки теплообменных модулей с применением оребренных пластин:
Комплектующие свариваются в один модуль в определенной последовательности:
1. Совмещение оребренной панели с аналогичной, предусматривающей чередование с ребрами другой стороны
2. Закрытие оребренной панели безреберной крышкой с использованием малого шага ребер
3. Соединение панелей ребристой и гладкой сторонами с характерными направлениями ребер каждой панели с предыдущей. Это открывает ходы для работы двух сред одновременно.

Первые два варианта имеют поперечные вставки, расположенные аналогично третьему варианту. Движение двух сред характеризуется перекрестной схемой. Движение нагреваемого воздуха идет перпендикулярно движению горячих газов. Температура среды, количество модулей и способ соединения панелей влияют на мощность и эффективность устройства.
Первые два варианта получают сваркой с помощью поперечных вставок.
Третий вариант варится перекрестно расположенными панелями.
Все случаи дают взаимно-перекрестный канал, в котором находится нагреваемая и нагревающая среда.

## Производство оребренных (пластинчато-ребристых) теплообменников
Производство оребренных (пластинчато-ребристых) теплообменников присутствует в России, основным потребителем произведенного оборудования является металлургическая и нефтеперерабатывающие отрасли.